# Carlo Pellegrini
Carlo Pellegrini (Longobardi, 9 luglio 1736 – Longobardi, 13 marzo 1822) è stato un vescovo cattolico italiano.

## Biografia
Figlio di Giovan Battista e di Maria Teresa Dini, fu dottore in diritto canonico e in teologia. Rivestì le cariche ecclesiastiche di avvocato nella nunziatura di Napoli e di vicario generale a Nocera dei Pagani, ad Acerenza e a Taranto.
Nel 1798 venne nominato vescovo di Nicastro. Governò la diocesi in un periodo abbastanza turbolento, caratterizzato dalle lotte tra francesi e borbonici per il possesso del regno di Napoli. Parteggiò dapprima per i Francesi, cantando il Te Deum in occasione dell'erezione a Nicastro dell'albero della libertà nel 1799, ma in seguito, costretto dalle truppe del cardinale Fabrizio Ruffo, dovette fare lo stesso per i Borboni.
Fece costruire nel duomo di Nicastro cittadino la cappella dedicata all'Immacolata.
Nel 1809 si ritirò nel paese natale e lasciò la diocesi nelle mani del vicario generale Raffaele Mileti di Grimaldi.

## Genealogia episcopale
La genealogia episcopale è:
- Cardinale Scipione Rebiba
- Cardinale Giulio Antonio Santori
- Cardinale Girolamo Bernerio, O.P.
- Arcivescovo Galeazzo Sanvitale
- Cardinale Ludovico Ludovisi
- Cardinale Luigi Caetani
- Cardinale Ulderico Carpegna
- Cardinale Paluzzo Paluzzi Altieri degli Albertoni
- Papa Benedetto XIII
- Papa Benedetto XIV
- Papa Clemente XIII
- Cardinale Marcantonio Colonna
- Cardinale Giacinto Sigismondo Gerdil, B.
- Vescovo Carlo Pellegrini